# Lupocyclus inaequalis
Lupocyclus inaequalis is een krabbensoort uit de familie van de Portunidae. De wetenschappelijke naam van de soort is voor het eerst geldig gepubliceerd in 1887 door Walker.